# Tala (militar)
En el ámbito militar, se llama tala a la defensa o reparo que se hace por medio de una reunión de ramas gruesas cuyos extremos se afilan o con troncos de árboles unidos y cuyas ramas se enlazan unas a otras, para que el enemigo no las pueda desunir sin dificultad. 
Las talas se sujetan al terreno con piquetes clavados oblicuamente. Si se disponen dos o más talas, deben estar separadas unas de otras, de manera que si el contrario incendia la primera, no puede propagarse el fuego a las demás. Esta especie de defensa se emplea para aumentar la resistencia de un atrincheramiento, cubrir una posición, interceptar una avenida o camino, obstruir un vado, etc. Si tala se emplea en las fortificaciones de una plaza, se pone en la berma de la contraescarpa o al extremo del glacis.